# 倒卵形粘体虫
倒卵形粘体虫（学名：Myxosoma obovoides）为粘体科粘体虫属的动物。在中国，分布于云南等，营寄生生活，寄生在少鳞白甲鱼的胸鳍。